# Sune Almkvist
Sune Almkvist (* 4. Februar 1886 in Uppsala, Schweden; † 8. August 1975) war ein schwedischer Bandy- und Fußballspieler. Im Anschluss an seine aktive Zeit trat er als Funktionär in Erscheinung. Er gilt in beiden Sportarten als Pionier in Schweden.

## Werdegang
Almkvist zeichnete sich als Jugendlicher durch sein Interesse am Sport aus. Als 15-Jähriger gehörte er zu der Mannschaft, die bei der ersten Ausgabe der Nordischen Spiele 1901 den Bandywettbewerb gewann. Über den Upsala Hockeyklub kam er zum IFK Uppsala. Dort entwickelte er sich einerseits zu einem der führenden Bandyspieler Schwedens und gewann mit der Mannschaft des Klubs bis 1920 elfmal die schwedische Meisterschaft. Andererseits gehörte er auch im Bereich des Fußballs zu den führenden Spielern im ersten Jahrzehnt des 20. Jahrhunderts. 
Beim ersten Länderspiel der schwedischen Fußballnationalmannschaft am 12. Juli 1908 – einem 11:3-Sieg über Norwegen – war Almkvist noch nicht in der Mannschaft berücksichtigt worden, im folgenden Spiel gehörte er jedoch neben seinem Vereinskameraden Hans Lindman sowie Theodor Malm, Oskar Bengtsson, Erik Bergström und Sven Olsson zur Mannschaft, die eine 1:6-Niederlage gegen die englische Auswahl hinnehmen musste. Schließlich gehörte er zum schwedischen Kader für die Olympischen Spiele im selben Jahr. Bei der 1:12-Auftaktniederlage – der höchsten Niederlage in der Geschichte der schwedischen Nationalmannschaft – gegen den späteren Titelträger, die englische Amateurauswahl, wirkte er ebenso mit wie bei den beiden Länderspielen gegen die Niederlande sowie Belgien direkt im Anschluss an das Ausscheiden aus dem Turnier.
Auch in der schwedischen Bandynationalmannschaft verpasste Almkvist 1919 das erste Länderspiel der Geschichte der Auswahl, kam jedoch jeweils 1920 respektive 1921 zu einem Länderspieleinsatz, in dem er als Mannschaftskapitän fungierte. 1925 gehörte er zu den Initiatoren des Svenska Bandyförbundet, in dessen Vorstand er bis 1950 vertreten war.
Hauptberuflich war Almkvist Arzt und erhielt aufgrund des betriebenen Sports den Spitznamen „bandydoktorn“.